# Хаскерхорн
Хаскерхорн (з.-фриз. Haskerhoarne) — деревня в муниципалитете Фриске Маррен в провинции Фрисландия, Нидерланды. В 2017 году в деревне проживали 565 человек. 
До 1984 года деревня была частью муниципалитета Хаскерланд, затем до 2014 года, относилась к муниципалитету Скарстерлан.

## Внешние ссылки
- На Викискладе есть медиафайлы по теме Хаскерхорн